# Xandão
Xandão, właśc. Alexandre Luiz Reame (ur. 23 lutego 1988 w Araçatuba) – brazylijski piłkarz, występujący na pozycji środkowego obrońcy.

## Kariera klubowa
Xandão rozpoczął piłkarską karierę w Guarani FC w 2005 roku. W latach 2005–2007 występował w Athletico Paranaense, po czym wrócił do Guarani FC. Na przełomie 2008 i 2009 występował we Fluminense FC. W 2009 roku występował w pierwszoligowym Grêmio Barueri.
Dobra gra w Grêmio zaowocowała transferem do São Paulo FC w styczniu 2010. W styczniu 2012 został wypożyczony do Sportingu. W 2013 roku został zawodnikiem Kubania Krasnodar. Następnie był piłkarzem takich klubów jak: Anży Machaczkała, Cercle Brugge, Red Bull Brasil, Guarani FC i Persija Dżakarta.